# Hsianghualite
La hsianghualite è un minerale.